# Digonocryptus rufithorax
Digonocryptus rufithorax là một loài tò vò trong họ Ichneumonidae.